# Sabal rosei
Sabal rosei är en enhjärtbladig växtart som först beskrevs av Orator Fuller Cook, och fick sitt nu gällande namn av Odoardo Beccari. Sabal rosei ingår i släktet Sabal och familjen Arecaceae. Inga underarter finns listade i Catalogue of Life.

## Bildgalleri

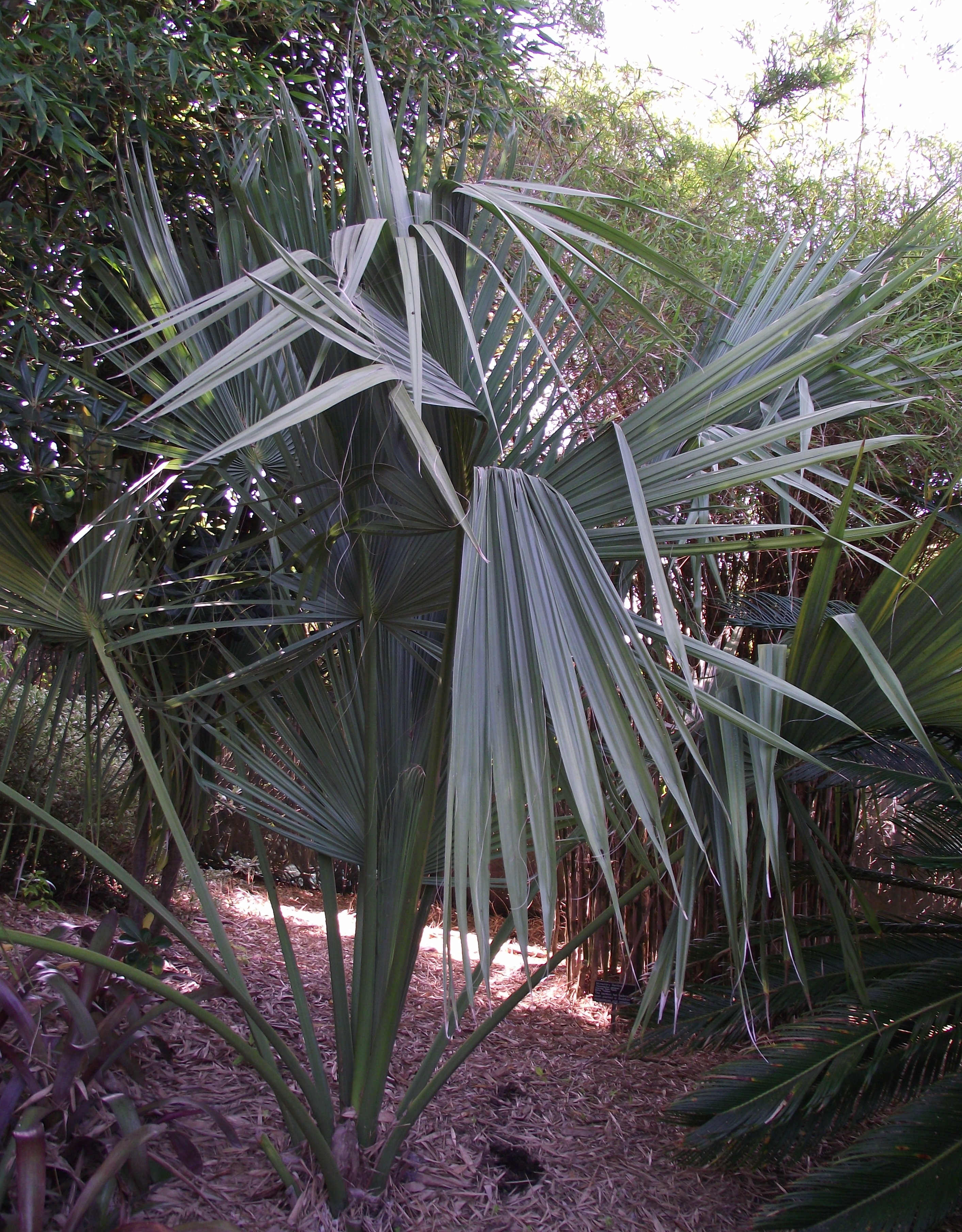